# Gumira integerrima
Gumira integerrima là một loài thực vật có hoa trong họ Hoa môi. Loài này được (C.B. Clarke) Kuntze mô tả khoa học đầu tiên năm 1891.